# 日南車站 (日本)
日南站（日语：／ Nichinan eki */?）是一個位於日本宫崎縣日南市、隶属于JR九州日南线的鐵路車站。本站停靠所有級別的列車，包括觀光特急列車「海幸山幸」。

## 車站結構

### 站房
以水泥建成的單層站房一座。出入口設於站房中央，左側為站務室及售票窗口，右側為候車空間，前方為驗票口，其中驗票櫃位亦是以水泥所砌成，最右側為男、女獨立式洗手間。
2015年，日南市接手了車站的管理權，並於2019年中為站房進行翻新工程，委託了無印良品（良品計劃）及乃村工藝社為車站進行翻新，並於2020年3月31日完成啟用。當中選用了當地出產的飫肥杉為材料，包括由飫肥杉木板所重新砌成的站牌、右側候車大堂內的座椅亦改為用飫肥杉所搭成的長櫈；至於左側原來的售票窗口及站務室，則改造成為「交流中心」，其中原來的窗戶及牆壁均拆去，改成為全玻璃門，票務處改成為開放櫃枱式設計，其餘部份則打造成為另一個候車空間，設罝了座椅、閱讀枱、書架、USB充電插口等設施，最盡頭更設立了一座和室以供家庭使用，市役所希望把「交流中心」作為市民日常休憩交談的空間，也可讓等車的乘客，特別是學生們可以有一個短時間用作溫習的空間。
站前廣場則豎立了來日傳教士伊東滿所的銅像。

### 月台
原設有側式月台及島式月台各1個，共提供2面3線的配置，但因業務相對清閒，島式月台於2010年代初起便棄用，相關的路軌亦已被移去。現時只採用站房旁的側式月台，列車不可以在此交會。
列車到站時，往宮崎方向為左側上落、往志布志方向為右側上落。
| 路線    | 上下行 | 方向                   |
| ------- | ------ | ---------------------- |
| ■日南線 | 上行   | 南宮崎、宮崎方向       |
| ■日南線 | 下行   | 油津、南鄉、志布志方向 |

## 歷史
- 1941年10月28日：隨志布志線油津～北鄉開通，本站開業，稱為「吾田站」 （あがた）[3]。
- 1952年1月1日：改名為「日南站」[1]。
- 1982年11月25日：取消貨物提取服務[4]。
- 1985年3月14日：取消手提行李提取服務[4]。
- 1986年11月1日：無人化[5]，由JR九州服務支援（日语：JR九州サービスサポート）接辦[2][6]。
- 1987年4月1日：隨國鐵分割民營化，車站由九州旅客鐵道（JR九州）營運[1][7][8]。
- 2015年4月1日：委託日南市役所處理站務[6]。
- 2020年3月31日：車站翻新[9][10][11][12]。
- 2022年4月1日：隨九州旅客鐵道宮崎支社（日语：九州旅客鉄道宮崎支社）成立，從鹿兒島支社轉移[13]。
- 2023年11月2日：JR九州與台灣鐵路管理局（台鐵）日南站結成為姊妹車站[14]。

## 使用狀況
雖然作為日南市的代表車站，但車站的使用量反而不及位於北方的飫肥站。JR九州自2016年度起只公佈首300位車的使用人數，飫肥站每年皆能打進首300名的位置，但本站卻一直都未能打入，然而因日均使用量超過100人，所以亦可列入排行榜後方的附錄表內，但仍是沒有實際的使用量。
| 年度 | 1日平均 乘車人次 | 出處       |
| 1996 | 445              |            |
| 1997 | 428              |            |
| 1998 | 441              |            |
| 1999 | 444              |            |
| 2000 | 436              |            |
| 2001 | 422              |            |
| 2002 | 395              |            |
| 2003 | 391              |            |
| 2004 | 388              |            |
| 2005 | 364              |            |
| 2006 | 362              |            |
| 2007 | 333              |            |
| 2008 | 324              |            |
| 2009 | 282              |            |
| 2010 | 249              |            |
| 2011 | 237              |            |
| 2012 | 240              |            |
| 2013 | 259              |            |
| 2014 | 262              |            |
| 2015 | 256              |            |
| 2016 | >100             | [ 統計 1 ] |
| 2017 | >100             | [ 統計 2 ] |
| 2018 | >100             | [ 統計 3 ] |
| 2019 | >100             | [ 統計 4 ] |
| 2020 | >100             | [ 統計 5 ] |
| 2021 | >100             | [ 統計 6 ] |
| 2022 | >100             | [ 統計 7 ] |
| 2023 | >100             | [ 統計 8 ] |

## 相鄰車站
九州旅客鐵道（JR九州）
■日南線
■觀光特急「海幸山幸」、■快速「日南Marine號」、■普通
飫肥－日南－油津

### 統計資料
1. ↑   (PDF). 九州旅客鉄道.   [2020-08-31]. （原始内容 (PDF)存档于2017-08-01） （日语）.
2. ↑   (PDF). 九州旅客鉄道.   [2020-08-25]. （原始内容 (PDF)存档于2019-07-06） （日语）. （页面存档备份，存于）
3. ↑   (PDF). 九州旅客鉄道.   [2020-08-25]. （原始内容 (PDF)存档于2020-03-15） （日语）. （页面存档备份，存于）
4. ↑   (PDF). 九州旅客鉄道.   [2020-08-25]. （原始内容 (PDF)存档于2020-08-24） （日语）. （页面存档备份，存于）
5. ↑   (PDF). 九州旅客鉄道.   [2021-08-25]. （原始内容 (PDF)存档于2021-08-24） （日语）.
6. ↑   (PDF). 九州旅客鉄道.   [2022-08-26]. （原始内容 (PDF)存档于2022-08-26） （日语）.
7. ↑   (PDF).   [2023-10-24]. （原始内容存档 (PDF)于2023-09-06）.
8. ↑  
駅別乗車人員上位300駅（2023年度） （页面存档备份，存于），JR九州。

## 外部連結
- JR九州日南站 （页面存档备份，存于）（日語）